# Fryderyk Wilhelm Schweikert

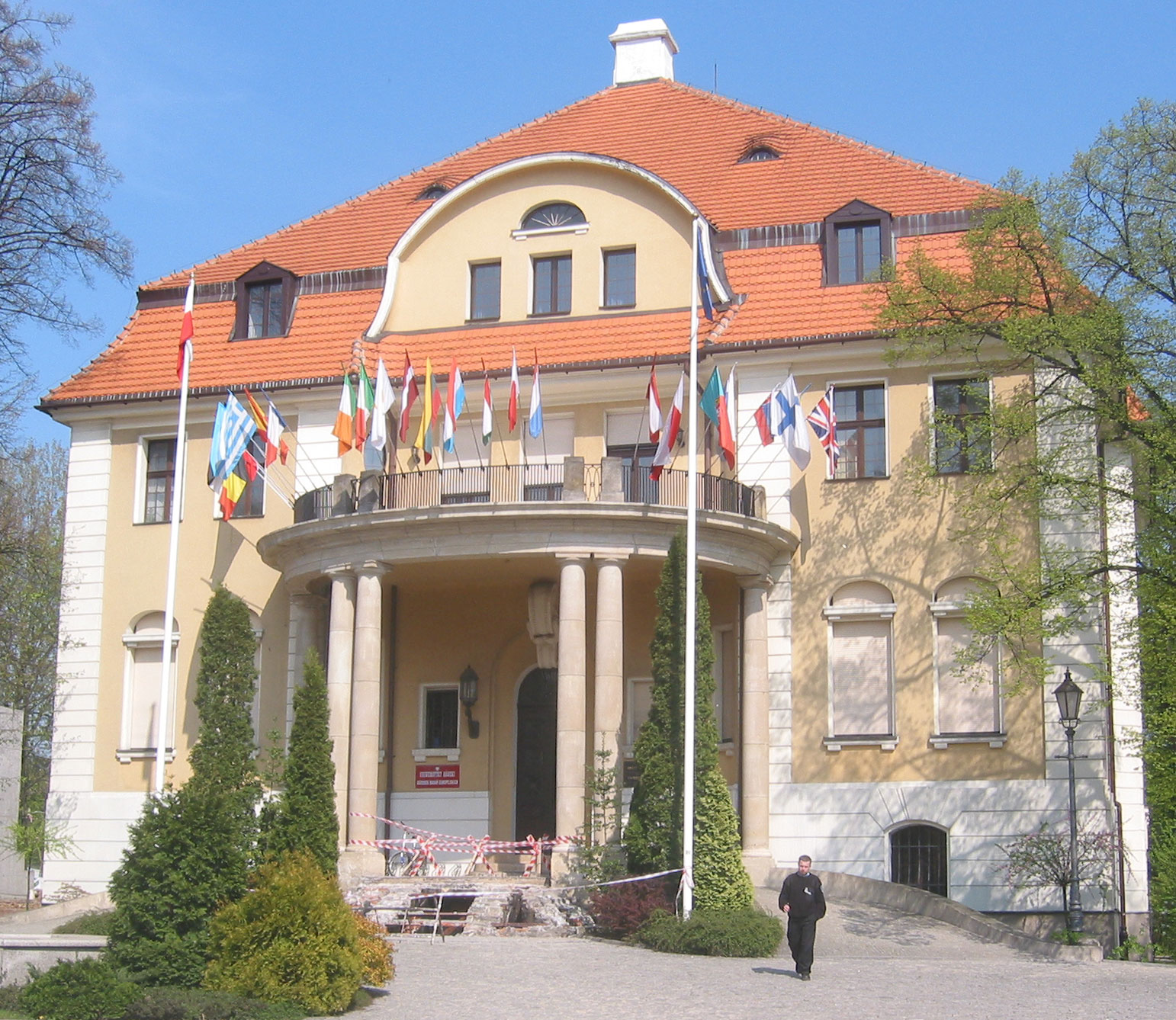
Pałac Roberta Schweikerta, obecnie Instytut Europejski w Łodzi

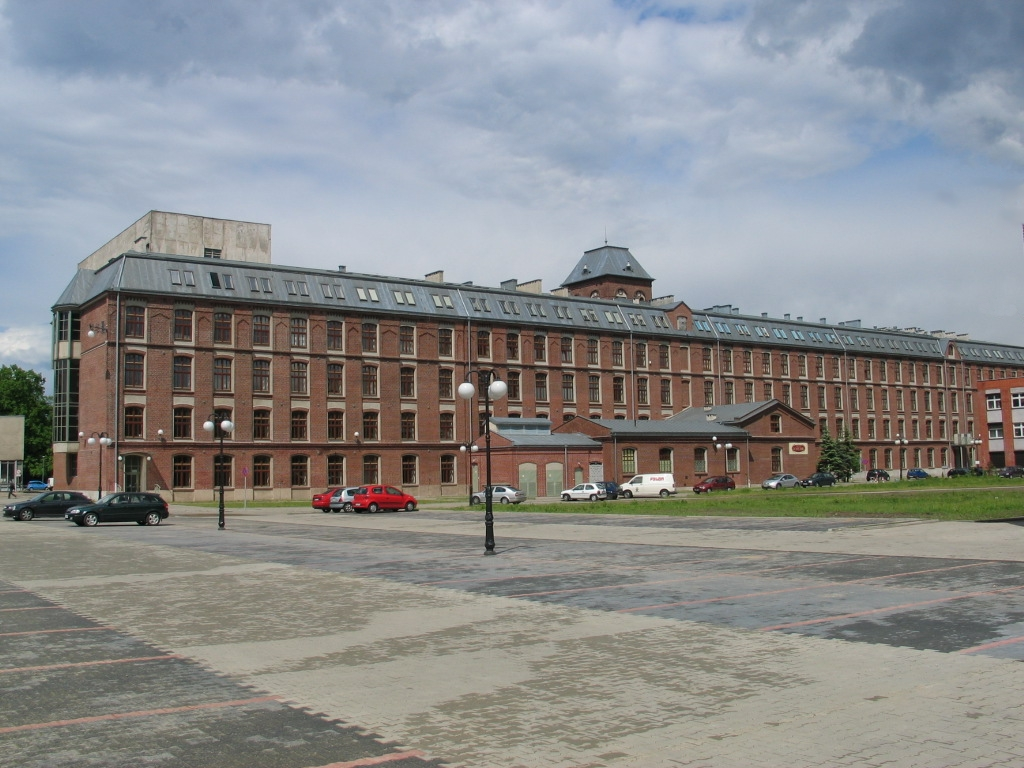
Budynek fabryki Roberta Schweikerta, obecnie Politechniki Łódzkiej, przy ul. Wólczańskiej 215

Fryderyk Wilhelm Schweikert (ur. 6 stycznia 1837 w Starowej Górze, zm. 1902) – łódzki przemysłowiec.
Był synem Jana Jakuba, wiejskiego kowala, który w 1800 przybył z Wirtembergii i osiadł wraz z innymi szwabskimi kolonistami w Starowej Górze.
Do Łodzi przybył z Pabianic w 1865. Założył fabrykę wyrobów bawełnianych przy ulicy Piotrkowskiej 147. Tamże w 1897 wybudował okazałą kamienicę według projektu Piotra Brukalskiego. W 1875 powstały nowe zakłady przy ulicy Rokicińskiej i przy ulicy Wólczańskiej 215. W 1899 przedsiębiorstwo zostało przekształcone w spółkę akcyjną. Żonaty z Amalią z domu Hampel, miał dwóch synów. Pierwszy, Robert Teodor Schweikert (ur. 1865 w Pabianicach), przejął kierownictwo firmy po śmierci ojca. Drugi syn, Ludwik Schweikert, po ukończeniu studiów chemicznych na Uniwersytecie w Zurichu, założył w Pabianicach zakłady chemiczne. Zginął podczas I wojny światowej na terenie Rosji.